# Liste des championnes du monde poids mouches de boxe anglaise
La liste des championnes du monde poids mouches de boxe anglaise regroupe les championnes du monde de boxe anglaise de la catégorie des poids mouches reconnues par les organisations suivantes :
- La WBA (World Boxing Association), fondée en 1921 et succédant à la NBA (National Boxing Association) en 1962,
- La WBC (World Boxing Council), fondée en 1963,
- L'IBF (International Boxing Federation), fondée en 1983,
- La WBO (World Boxing Organization), fondée en 1988.

Mise à jour : 1er décembre 2022

## WBA
| Gain du titre     | Perte du titre    | Championne                 | Défenses |
| ----------------- | ----------------- | -------------------------- | -------- |
| 16 février 2007   | 1er décembre 2012 | Susianna Kentikian         | 14       |
| 1er décembre 2012 | 6 juillet 2013    | Carina Lisbeth Moreno (ja) | 0        |
| 6 juillet 2013    | 2016              | Susianna Kentikian         | 4        |
| 13 mars 2017      | 9 avril 2022      | Naoko Fujioka (en)         | 3        |
| 9 avril 2022      |                   | Marlen Esparza             | 1        |

## WBC
| Gain du titre     | Perte du titre    | Championne              | Défenses |
| ----------------- | ----------------- | ----------------------- | -------- |
| 7 août 2005       | 29 mars 2008      | Stefania Bianchini      | 4        |
| 29 mars 2008      | 11 mars 2011      | Simona Galassi          | 4        |
| 11 mars 2011      | 13 octobre 2012   | Mariana Juárez (en)     | 7        |
| 27 octobre 2012   | 19 mai 2013       | Renáta Szebelédi (en)   | 0        |
| 19 mai 2013       | 6 décembre 2014   | Shindo Go (en)          | 2        |
| 6 décembre 2014   | 19 septembre 2015 | Arely Muciño (en)       | 0        |
| 19 septembre 2015 | 2018              | Jessica Chávez (en)     | 6        |
| 26 mai 2018       | 19 juin 2021      | Ibeth Zamora Silva (en) | 2        |
| 19 juin 2021      |                   | Marlen Esparza          | 3        |

## IBF
| Gain du titre    | Perte du titre   | Championne                | Défenses |
| ---------------- | ---------------- | ------------------------- | -------- |
| 22 janvier 2011  | 29 octobre 2011  | Arely Muciño (en)         | 3        |
| 29 octobre 2011  | 2013             | Ava Knight (en)           | 2        |
| 25 octobre 2013  | 19 décembre 2014 | Gabriela Bouvier          | 1        |
| 19 décembre 2014 | 29 octobre 2022  | Leonela Paola Yúdica (en) | 9        |
| 29 octobre 2022  |                  | Arely Muciño (en)         | 0        |

## WBO
| Gain du titre    | Perte du titre  | Championne                   | Défenses |
| ---------------- | --------------- | ---------------------------- | -------- |
| 10 octobre 2009  | 16 mai 2012     | Susianna Kentikian           | 3        |
| 16 mai 2012      | 2014            | Melissa McMorrow (en)        | 2        |
| 26 avril 2014    | 2014            | Yesica Bopp (en)             | 0        |
| 21 novembre 2014 | 28 février 2015 | Kenia Enriquez (en)          | 0        |
| 28 février 2015  | 2016            | Melissa McMorrow             | 0        |
| 9 octobre 2016   | 29 avril 2017   | Nana Yoshikawa               | 0        |
| 29 avril 2017    | 17 février 2018 | Monserrat Alarcón (en)       | 0        |
| 17 février 2018  | 29 juillet 2019 | Arely Muciño (en)            | 0        |
| 29 juillet 2019  | 6 novembre 2019 | Nicola Adams                 | 0        |
| 20 décembre 2019 | 19 mars 2022    | Debora Anahí López (en)      | 1        |
| 19 mars 2022     | 18 juin 2022    | Tamara Elisabet DeMarco (en) | 0        |
| 18 juin 2022     |                 | Gabriela Celeste Alaniz (en) | 1        |